# Rage Against the Machine (Album)
Rage Against the Machine ist das 1992 veröffentlichte Debütalbum der Rockband Rage Against the Machine. Die Songs enthalten politische Statements der Band und sind dem in den frühen 1990er Jahren aufkommenden Crossover-Stil zuzuordnen, der eine Vermischung von Rap- und Rock-Elementen darstellt. Das Album erreichte Platz 1 der Billboard-Top-Heatseekers-Charts und Platz 45 der Billboard-200-Charts.

## Über das Album
Die Gitarrensoli auf Rage Against The Machine sind im Gegensatz zu den späteren Alben der Band, bei denen sich Gitarrist Tom Morello eher vom Hip-Hop beeinflussen ließ, noch an den Genres Metal und Funk orientiert.
Das Album ist außerdem für seine hohe Produktionsqualität bekannt. Einige Audio-Seiten und Magazine testen damit, insbesondere mit dem Stück Take the Power Back, sogar neue Verstärker und Lautsprecher.

## Artwork
Das Cover zeigt das 1963 von Malcolm Browne aufgenommene berühmte Foto des buddhistischen Mönchs Thích Quảng Đức aus Vietnam, auf welchem er sich selbst verbrennt. Er protestierte damit gegen das Regime von Ngô Đình Diệm und dessen Unterdrückung des Buddhismus.
Aktivisten der IRA, Black-Panther-Party-Gründer Huey P. Newton und Bobby Sands sind in den Danksagungen erwähnt. Außerdem beinhaltet sie Ian MacKaye und Alec MacKaye von Minor Threat, da de la Rocha zu dieser Zeit Straight Edge war.
Die Texte aller Lieder, mit Ausnahme von Killing in the Name, finden sich im Booklet.
Das Statement “no samples, keyboards or synthesizers used in the making of this record” (deutsch: „Keine Samples, Keyboards oder Synthesizer wurden zur Erstellung dieser Aufnahmen benutzt“) findet sich, wie auch bei den folgenden Alben, in den Liner Notes.

## Titelliste
1. Bombtrack – 4:05
2. Killing in the Name – 5:14
3. Take the Power Back – 5:37
4. Settle for Nothing – 4:49
5. Bullet in the Head – 5:09
6. Know Your Enemy – 4:57
7. Wake Up – 6:04
8. Fistful of Steel – 5:31
9. Township Rebellion – 5:25
10. Freedom – 6:06

### Singles
- 1992: Killing in the Name
- 1992: Bullet in the Head
- 1993: Bombtrack
- 1994: Freedom

## 20th Anniversary-Edition
Zum 20-jährigen Jubiläum des Albums Rage Against the Machine veröffentlichte ihr Label Sony Music Entertainment zusammen mit Legacy Recordings im November 2012 das Album komplett remastered mit unveröffentlichten Bonus-Tracks, die bisher nur als Demo-Tapes existierten. Diese erschien einerseits als Einzel-CD, aber wurde auch unter zwei verschiedene Kompilationen sowie auf Vinyl veröffentlicht.

### XX (20th Anniversary Edition)
Diese Edition beinhaltet das komplette Album mit den zusätzlichen Live-Bonustracks Bombtrack, Bullet In The Head und Take The Power Back, die allesamt den damals veröffentlichten Singles entnommen wurden. Diese Version erschien auch als Vinyl-Edition, allerdings ohne die Live-Bonustracks.

### XX (20th Anniversary Special Edition)
Diese Edition besteht aus zwei CDs und einer DVD. Die erste CD enthält das komplette Album mit den zusätzlichen Live-Bonustracks Bombtrack, Bullet In The Head und Take The Power Back, weswegen diese hier nachfolgend nicht aufgelistet ist. Die zweite CD enthält die ursprüngliche Demo-Version des Albums.
Zweite CD
1. Bombtrack (Demo)
2. Take the Power Back (Demo)
3. Bullet in the Head (Demo)
4. Darkness of Greed (Demo)
5. Clear the Lane (Demo)
6. Township Rebellion (Demo)
7. Know Your Enemy (Demo)
8. Mindset’s a Threat (Demo)
9. Killing in the Name (Demo)
10. Autologic (Demo)
11. The Narrows (Demo)
12. Freedom (Demo)

DVD
1. Killing in the Name – Album (Music Video) (Remastered 2012)
2. Bombtrack – Album (Music Video) (Remastered 2012)
3. Freedom – Album (Music Video) (Remastered 2012)
4. Take the Power Back – Live (Vic Theatre) (Remastered 2012)
5. Bombtrack – Live (Soundstage) (Remastered 2012)
6. Wake Up – Live (Nomads) (Remastered 2012)

### XX (20th Anniversary Edition Deluxe Box Set)
Diese Edition besteht aus einer Vinyl-Platte, 2 CDs und 2 DVDs. Auf der ersten Vinyl-Platte sowie der ersten CD dieser Box befindet sich das komplette Album, allerdings ist auf der CD noch zusätzlich beinhaltet die Live-Bonustracks Bombtrack, Bullet In The Head und Take The Power Back. Diese sind hier nachfolgend nicht aufgelistet.
Zweite CD
1. Bombtrack (Demo)
2. Take the Power Back (Demo)
3. Bullet in the Head (Demo)
4. Darkness of Greed (Demo)
5. Clear the Lane (Demo)
6. Township Rebellion (Demo)
7. Know Your Enemy (Demo)
8. Mindset’s a Threat (Demo)
9. Killing in the Name (Demo)
10. Autologic (Demo)
11. The Narrows (Demo)
12. Freedom (Demo)

Erste DVD
1. Testify (Live in Finsbury Park, London 2010)
2. Bombtrack (Live in Finsbury Park, London 2010)
3. People of the Sun (Live in Finsbury Park, London 2010)
4. Know Your Enemy (Live in Finsbury Park, London 2010)
5. Bulls on Parade (Live in Finsbury Park, London 2010)
6. Township Rebellion (Live in Finsbury Park, London 2010)
7. Bullet in the Head (Live in Finsbury Park, London 2010)
8. White Riot (Live in Finsbury Park, London 2010)
9. Guerrilla Radio (Live in Finsbury Park, London 2010)
10. Sleep Now in the Fire (Live in Finsbury Park, London 2010)
11. Freedom (Live in Finsbury Park, London 2010)
12. Killing in the Name (Live in Finsbury Park, London 2010)
13. Killing in the Name (Credit Roll) (Live in Finsbury Park, London 2010)
14. Killing in the Name (Music Video) (Remastered 2012)
15. Bullet in the Head (Live) (Studio Performance) (Remastered 2012)
16. Bombtrack (Music Video) (Remastered 2012)
17. Freedom (Music Video) (Remastered 2012)
18. Bulls on Parade (Music Video) (Remastered 2012)
19. People of the Sun (Music Video) (Remastered 2012)
20. No Shelter (Music Video) (Remastered 2012)
21. Guerrilla Radio (Music Video) (Remastered 2012)
22. Sleep Now in the Fire (Music Video) (Remastered 2012)
23. Testify (Music Video) (Remastered 2012)
24. Renegades of Funk (Music Video) (Remastered 2012)
25. How I Could Just Kill a Man (Music Video) (Remastered 2012) – Rage Against the Machine / Cypress Hill
26. The Ghost of Tom Joad (Live in Irvine, Ca) (Remastered 2012)
27. Vietnow (Live in Irvine, Ca) (Remastered 2012)
28. People of the Sun (Live at Rock am Ring Festival) (Remastered 2012)
29. Bulls on Parade (Live at Rock am Ring Festival) (Remastered 2012)
30. Bullet in the Head (Live at Rock am Ring Festival) (Remastered 2012)
31. Zapata’s Blood (Live at Rock am Ring Festival) (Remastered 2012)
32. Know Your Enemy (Live at Reading Festival) (Remastered 2012)
33. Bombtrack (Live at Reading Festival) (Remastered 2012)
34. Tire Me (Live at Reading Festival) (Remastered 2012)
35. Killing in the Name (Live at Pinkpop Festival) (Remastered 2012)

Zweite DVD
1. Killing in the Name (Instrumental) (Live in Cal State North Ridge, Ca) (Remastered 2012)
2. Take the Power Back (Live in Cal State North Ridge, Ca) (Remastered 2012)
3. Autologic (Live in Cal State North Ridge, Ca) (Remastered 2012)
4. Bullet in the Head (Live in Cal State North Ridge, Ca) (Remastered 2012)
5. Hit the Deck (Live in Cal State North Ridge, Ca) (Remastered 2012)
6. Township Rebellion (Partial) (Live in Cal State North Ridge, Ca) (Remastered 2012)
7. Darkness of Greed (Live in Cal State North Ridge, Ca) (Remastered 2012)
8. Clear the Lane (Live in Cal State North Ridge, Ca) (Remastered 2012)
9. Clampdown (Live in Cal State North Ridge, Ca) (Remastered 2012)
10. Know Your Enemy (Live in Cal State North Ridge, Ca) (Remastered 2012)
11. Freedom (Live in Cal State North Ridge, Ca) (Remastered 2012)
12. Freedom (Live at Pinkpop Festival) (Remastered 2012)
13. Take the Power Back (Live at Vic Theatre) (Remastered 2012)
14. Fistful of Steel (Live at Jc Dobbs) (Remastered 2012)
15. Bombtrack (Live from Soundstage) (Remastered 2012)
16. Wake Up (Live at Halfway House) (Remastered 2012)
17. Settle for Nothing (Live at Castaic) (Remastered 2012)
18. Clear the Lane (Live at San Luis Obispo)
19. Untitled (Live at Club with No Name) (2012 Remastered)
20. Darkness of Greed (Live at Zed’s Records) (2012 Remastered)
21. Wake Up (Live at Nomads) (Remastered 2012)

## Kritiken
Eduardo Rivadavia gab dem Album im E-Zine Allmusic die zweithöchste Wertung von viereinhalb Sternen:

“Ultimately, if there’s any disappointment to be had with this near-perfect album, it’s that it still towers above subsequent efforts as the unequivocal climax of Rage Against the Machine’s vision.”

„Letztendlich, wenn es überhaupt eine Enttäuschung bei diesem beinahe perfekten Album gibt, ist es, dass es die späteren Bemühungen immer noch als einzigartiger Höhepunkt der Vision von Rage Against The Machine überragt.“

Bei Sputnikmusic erhielt das Album fünf von fünf möglichen Punkten. Andrew Kotick schrieb dort:

“Overall: This was an utterly mind-blowing album which made me wonder about how well this band blends funk, metal, hip-hop, and punk rock to make it their own unique sound[…].”

„Insgesamt: Das war ein völlig atemberaubendes Album, das mich darüber wundern ließ, wie gut diese Band Funk, Metal, Hip-Hop und Punk-Rock mischt, um es zu ihrem eigenen, einzigartigen Sound zu machen[…].“

Die englische Zeitschrift Q betitelte das Album 2001 als „eines der heftigsten Alben aller Zeiten“. 2003 wurde es vom amerikanischen Rolling Stone auf Platz 368 der besten 500 Alben aller Zeiten gesetzt. Im Jahr 2013 wurde das Album von derselben Zeitschrift in der Liste The 100 Best Debut Albums of All Time auf Platz 85 gewählt.
Es steht außerdem auf der Liste der 1001 Alben, die man hören sollte, bevor man stirbt von Robert Dimery.
Musikkritiker Piero Scaruffi platziert das Album auf Platz 11, direkt nach Electric Wizards Come My Fanatics… und vor Cathedrals Forest of Equilibrium, in seiner Klassifikation der besten Metal-Alben aller Zeiten.
Im Oktober 2011 wurde das Album auf Platz 5 der Guitar World-Top Ten List of Guitar Albums of 1992 gewählt.
Wake Up ist Teil des Soundtracks des ersten Matrix-Films. Killing in the Name wurde in den Videospielen Grand Theft Auto: San Andreas und Guitar Hero II verwendet. Verschiedene Versionen von Bombtrack und Take the Power Back finden sich im Oliver-Stone-Film Natural Born Killers.

## Kommerzieller Erfolg

### Chartplatzierungen
| ChartsChartplatzierungen       | Höchstplatzierung | Wochen |
| ------------------------------ | ----------------- | ------ |
| Deutschland (GfK)              | 22 (77 Wo.)       | 77     |
| Schweiz (IFPI)                 | 16 (7 Wo.)        | 7      |
| Vereinigte Staaten (Billboard) | 45 (97 Wo.)       | 97     |
| Vereinigtes Königreich (OCC)   | 17 (49 Wo.)       | 49     |

| ChartsJahrescharts (1993) | Platzierung |
| ------------------------- | ----------- |
| Deutschland (GfK)         | 43          |

### Auszeichnungen für Musikverkäufe
| Land/Region                  | Auszeichnungen für Musikverkäufe (Land/Region, Auszeichnung, Verkäufe) | Verkäufe    |
| ---------------------------- | ---------------------------------------------------------------------- | ----------- |
| Australien (ARIA)            | 5× Platin                                                              | 350.000     |
| Belgien (BRMA)               | Gold                                                                   | 25.000      |
| Dänemark (IFPI)              | 5× Platin                                                              | 100.000     |
| Deutschland (BVMI)           | Gold                                                                   | 250.000     |
| Europa (IFPI)                | Platin                                                                 | (1.000.000) |
| Frankreich (SNEP)            | Platin                                                                 | 300.000     |
| Italien (FIMI)               | Platin                                                                 | 50.000      |
| Kanada (MC)                  | Platin                                                                 | 100.000     |
| Neuseeland (RMNZ)            | 4× Platin                                                              | 60.000      |
| Niederlande (NVPI)           | Platin                                                                 | 100.000     |
| Norwegen (IFPI)              | Gold                                                                   | 20.000      |
| Österreich (IFPI)            | Gold                                                                   | 25.000      |
| Schweiz (IFPI)               | Gold                                                                   | 25.000      |
| Vereinigte Staaten (RIAA)    | 3× Platin                                                              | 3.000.000   |
| Vereinigtes Königreich (BPI) | 3× Platin                                                              | 900.000     |
| Insgesamt                    | 5× Gold · 25× Platin ·                                                 | 5.295.000   |